# António Mourão
António Mourão, nome artístico de António Manuel Dias Pequerrucho, (Montijo, 3 de junho de 1935 — Lisboa, 19 de outubro de 2013) foi um fadista português.
Intérprete do conhecido tema "Ó Tempo Volta para Trás", afastou-se do mundo artístico nos anos 90.

## Biografia
António Mourão nasceu no Montijo em 3 de junho de 1935.
Foi ao cumprir o serviço militar obrigatório que a sua voz começou a dar nas vistas. Passou a cantar, como amador, nas casas de fado de Lisboa. Em 1964, foi contratado para a "Parreirinha de Alfama", casa típica de Argentina Santos, onde fez a sua estreia profissional. Depois foi contratado pelo fadista Sérgio para atuar na lisboeta casa de fados "Viela".
A verdadeira notabilidade seria ganha em 1965 com a sua participação na revista E Viva o Velho!, no Teatro Maria Vitória, onde interpretou a canção "Ó Tempo Volta para Trás", da dupla Eduardo Damas / Manuel Paião, que se tornaria num dos maiores êxitos da história da música portuguesa.O disco viria a ultrapassar os 200 mil exemplares vendidos.
António Mourão tornou-se num cantor muito popular, pelo que, de forma natural, percorreu todo o país e chegou a cantar em vários palcos no estrangeiro, em países como Estados Unidos da América, Canadá, Austrália, Venezuela, África do Sul, França e Alemanha.
Voltaria à revista várias vezes, em peças como Ó Zé aperta o Cinto ou Não Há Nada Para Ninguém.
Gravou discos para editoras como a RCA, a Valentim de Carvalho ou a Movieplay.
Também gravou outros temas marcantes, de fado e de folclore, como "Os Teus Olhos Negros, Negros", "Chiquita Morena", "Oh Vida Dá-me Outra Vida", "Fado do Cacilheiro" ou "Varina da Madragoa". Foi o primeiro nome a gravar Carlos Paião num single de 1979.[carece de fontes?]
O António Mourão voltou a arriscar ao ser um dos primeiros portugueses a gravar êxitos de Amália Rodrigues, como "Maria Lisboa". Mesmo tendo seguindo um forte vertente popular, nos seus trabalhos é possível encontrar grandes poetas portugueses, como Fernando Pessoa, Mário de Sá Carneiro ou José Carlos Ary dos Santos.
Não há fado sem verdade foi o último álbum que gravou.
Centrando-se numa certa desilusão com o meio musical português, António Mourão acabou por se retirar, quase por completo, do meio artístico nos anos 1990, apesar de ser acarinhado pelo público e ter recebido muitos prémios.
O fadista António Mourão morreu em 18 Outubro de 2013, com 78 anos, na Casa do Artista, em Lisboa.

## Reconhecimento
Foi uma das 50 figuras do fado e da guitarra portuguesa homenageadas, em 2012, aquando da celebração do primeiro aniversário do fado enquanto Património Imaterial da Humanidade, tendo nessa altura recebido a Medalha Municipal de Mérito (Grau Ouro), da cidade de Lisboa. 

## Discografia
Entre a sua discografia encontram-se: 

### Álbuns de estúdio
- O Fadista da Nova Vaga (LP, RCA, 1967)
- É Sempre Sucesso (1968)[1][2]
- Folclore das Províncias (1970)[1][2]
- Ouvi-te Cantar (1971)
- Meu Amor, Meu Amor[1][2] (LP, Decca, 1971)
- Se Quiseres Ouvir Cantar[1][2] (LP, Decca, 1973)
- Pregão da Liberdade (1975)
- Cantigas Que a Gente Canta (1977)
- Canta o Amor (1978)
- O Nosso Folclore (LP, Decca, 1978)
- Canto e Recanto (1980)[2]
- Oh Razão da Minha Vida[1][2] (LP, Orfeu, 1983)
- Sucessos Populares (1987)
- Pensando em Ti (LP, Discossete, 1993)
- A Voz Que Volta (1992)
- Não Há Fado Sem Verdade[1] (CD, Movieplay, 1993)

### Compilações
- Álbum de Recordações (2xLP, Polygram, 1984)
- Os Maiores Sucessos de António Mourão ‎(RCA)
- Os Maiores Sucessos de António Mourão Vol. 2 ‎(RCA)
- Os Últimos Êxitos de ‎(Decca)
- 'Colecção O Melhor dos Melhores (n.º 29) (1994, CD, Movieplay)[7]
- 25 Anos de Cantigas (1989)
- Temas de Ouro da Música Portuguesa (Polygram, 1992)
- Música de Portugal (1995)
- Clássicos da Renascença (Movieplay, 2000)
- Magia do Fado (Espacial, 2000)
- O Melhor de António Mourão (Iplay, 2008)
- Essencial (EVC, 2014)